# مجموعة جولرانج الصناعية
مجموعة جولرانج الصناعية المعروفة أيضًا باسم (GIG) هي شركة اقتصادية ديناميكية تعمل في مختلف مجالات الاستثمار. تتكون المجموعة من ما يقرب من 100 شركة تابعة تعمل على المستويات الإقليمية والوطنية والدولية، وفي مجالات متنوعة من الأعمال، بما في ذلك: النظافة والمنظفات والصناعات الغذائية والصناعات الدوائية وصناعة السليلوز والتوزيع والمبيعات ومستحضرات التجميل وصناعة السيارات والنفط والغاز، البتروكيماويات، المناجم، الطاقة، البناء، خدمات التجارة الدولية، الطباعة والتغليف، خدمات التأمين، النقل، تصنيع منتجات البوليمر والبلاستيك، خدمات التعليم، تكنولوجيا المعلومات، معدات المطبخ الصناعية. في الوقت الحاضر، يعمل أكثر من 17000 موظف في مجموعة جولرانج الصناعية.

## قائمة الشركات القابضة التابعة للمجموعة
- غولرانغ
  - هستي آريان تامين
  - باكشو [1]
  - GPA (جول باخش إ أفال)
  - متاجر سلسلة هايبر فاميلي
  - MSCI (مارينا صن السليلوز الصناعية)
  - جولرانج باخش
  - بديده شيمي نيلي
  - بديده شيمي بيدار
  - مجموعة أنيتاسون الصناعية
  - ATS (آريان تجارة شرق)
  - ASP (أريان نظام بردز)
  - شركة تيان للغازات الصناعية
  - ماسترفودي للصناعات الغذائية
  - أريان نظام بردز
  - جولرانج باهران
  - سلسلة متاجر اوفوغ كوروش
  - باكان بيلاستكار
  - باكش باديده بايدار (نشط)
  - مجموعة جولانج للاستثمار الصيدلاني
  - شركة هستي اريا شيمي ش
  - شركة أريان سلامات سينا
  - شركة هستي أريان دارو ش
  - شركة سلمات باكشي هاستي. ص.
  - جامعة جولانغ
  - معهد جولانغ ميديا (GMI)
  - جولانج لصناعات الإلكترونيات (GEI)
  - أريان سانات رافع (ASR)
  - عائلة محرك جولنار (GMF)
  - تجارة الإلكترونية كوروش (TEK)

## الشركات التابعة
الشركات التابعة لـ GIG هي كما يلي:
| اسم الشركة                         | أنشطة |
| ---------------------------------- | --- |
| هستي آريان تامين                   | شركة هستي آريان تامين مسؤولة عن إنتاج مجموعة كاملة من الشاي والتوابل ومساحيق القهوة في إيران.                                                                                       |
| باكشو                              | شركة باكشو للكيماويات والتصنيع هي أكبر قطاع خاص في تصنيع مجموعة كاملة من منتجات النظافة ومستحضرات التجميل والمنظفات في إيران.                                                       |
| جولرانج باخش                       | شركة مبيعات وتوزيع لها 30 فرعاً تغطي إيران |
| سلسلة متاجر اوفوغ كوروش            | سلسلة سوبر ماركت رائدة في إيران مع أكثر من 1300 فرع في تغطية إيران. |
| GPA (جول باخش إ أفال)              | شركة مبيعات وتوزيع متنوعة لها فروعها في 6 مقاطعات و 44 وكيل فرعي تغطي إيران بأكملها                                                                                                 |
| بديده شيمي نيلي                    | الشركة المصنعة للمواد الخام الكيميائية لصناعة الرعاية الشخصية والمنزلية |
| ATS (آريان تجارة شرق)              | استيراد وتصدير عام للمواد الأولية |
| ASP (أريان نظام بردز)              | خدمات البرامج والأجهزة ومع أكثر من 85 خبيرًا في هندسة الكمبيوتر. |
| MSCI (مارينا صن السليلوز الصناعية) | إنتاج منتجات السليلوز بما في ذلك المناديل الورقية والمناديل دلسي والمناشف القماشية وحفاضات الأطفال                                                                                  |
| ماسترفودي للصناعات الغذائية        | إنتاج \| مجموعة كبيرة من المنتجات المطبقة في العلكة ومضغ العصا المصغرة في أنواع مختلفة من العبوات مثل عبوات الرقائق، والمحفظة وأعلى الهزاز ، والعلامة التجارية Biodent and Action . |
| بديده شيمي بيدار                   | تصنيع مواد التنظيف والنظافة باسم العلامة التجارية Active |
| سلسلة متاجر اوفوغ كوروش            | سلسلة متاجر شركة كوروش بهدف تطوير الدولة في خدمات التجزئة |
| باكان بيلاستكار                    | انتاج ماكينات القولبة بالنفخ والحقن والجرار البلاستيكية والقبعات والجرار. |
| باخاش باديداه بايدار               | تقوم هذه الشركة بتوزيع منتج المنظفات تحت العلامة التجارية النشطة. |
| مجموعة جولانج للاستثمار الصيدلاني  | المستثمر الرئيسي وداعم هستي أريا شيمي، عريان سلامات سينا، هستي أريان دارو، سلمة بخشة هستي،. . . .                                                                                   |
| جولرانج باهران                     | شركة إنتاج المواد الغذائية مثل زيت الطعام وزيت الزيتون وما إلى ذلك مع اسم العلامة التجارية Famila & Oila                                                                            |
| معهد جولرانج للإعلام               | أكبر شركة ترفيه منزلي في إيران: مسلسل تلفزيوني: Shookhi kardam، Vilay e Man، Made in Iran،. . .                                                                                     |
| جولانج لصناعات الإلكترونيات (GEIC) | تمتلك GEIC أعلى قدرة لإنتاج أقراص عالية السعة مثل منتجات DVD-5 و DVD-9 و Blu-ray (25 جيجابايت و 50 جيجابايت) في IRI                                                                 |
| تجارة الإلكترونية كوروش (TEK)      | تمتلك TEK فرع التجارة الإلكترونية في أفو كوروش المعروف أيضًا باسم أوكالا. |

## روابط خارجية
- صفحة الويب Golrang
- أوكالا
- تجربة مجموعة Golrang الصناعية في نشر نظام الاختيار على أساس الكفاءة
- وزارة الصناعات والمناجم - إيران
- منظمة الصناعات الصغيرة والمجمعات الصناعية الإيرانية (ISIPO)
- إحصاءات الإنتاج الصناعي الإيراني
- ثنائي
- عمل
- ماستر فود